# Liste des ministres de la Justice de Sao Tomé-et-Principe
La fonction de ministre de la Justice à Sao Tomé-et-Principe est instituée dès l'indépendance du pays en 1975, au sein du premier gouvernement. Elle est depuis régulièrement conjointe aux portefeuilles du Travail et de l'Administration publique.

## Liste
- 1975-1976 : Manuel Quaresma dos Santos Costa, ministre de la Justice et du Travail
- 1976-1977 : José Fret Lau Chon
- 1978-1984 : Celestino Rocha da Costa, ministre de la Justice
- 1984-1985 : Manuel Vaz Fernandes, ministre de la Justice, du Travail et de l'Administration publique
- 1985 : Francisco Fortunato Pires, ministre de la Justice et de l'Administration publique
- 1986-1988 : Celestino Rocha da Costa, ministre de la Justice
- 1996 : Manuel Vaz Fernandes, ministre de la Justice, du Travail et de l'Administration publique
- 1991 : Francisco Fortunato Pires, ministre de la Justice et de l'Administration publique
- 1991-1994 : Olegário Tiny, ministre de la Justice, du Travail et de l'Administration publique
- 1994-1995 : Alberto Paulino, ministre de la Justice et de l'Administration publique
- 1996 : Gabriel Arcanjo F. da Costa, ministre de la Justice, du Travail et de l'Administration publique
- 1996-1998 : Amaro Pereira de Couto
- 1996-2000 : Paulo Jorge Rodrigues Espírito Santo, ministre de la Justice et des Affaires parlementaires
- 1999-2001 : Alberto Paulino, ministre de la Justice et de l'Administration publique
- 2001-2002 : José Paquete D'Alva Teixeira, ministre de la Justice, du Travail et de la Réforme administrative
- 2002 : Alda Alves Melo dos Santos, ministre de la Justice, de la Réforme de l'État et de l'Administration publique
- 2003-2004 : Justino Veiga, ministre de la Justice, de la Réforme de l'État et de l'Administration publique
- 2004-2006 : Elsa Pinto, ministre de la Justice, de l'Administration publique et des Affaires parlementaires
- 2006-2008 : Justino Veiga, ministre de la Justice, de la Réforme de l'État et de l'Administration publique
- 2008 : José Carlos Barreiros, ministre de la Justice
- jusqu'en 2010 : Justino Veiga, ministre de la Justice, de la Réforme de l'État et de l'Administration publique[1]
- 2010-2012 : Elísio D'Alva Teixeira, ministre de la Justice et de la Réforme de l'État
- 2012-2014 : Edite Ten Juá, ministre de la Justice, de l'Administration publique et des Affaires parlementaires
- 2014-2015 : Roberto Raposo, ministre de la Justice, de l'Administration publique et des Droits humains
- 2016-2018 : Ilza Amado Vaz
- 2018-2022 : Ivete Santos Lima Correia
- 2022 : Cilcio dos Santos, ministre de la Justice, de l'Administration interne et des Droits humains[2]
- 2022-2025 : Ilza Amado Vaz, ministre de la Justice, de l'Administration publique et des Droits humains
- depuis 2025 : Vera Maria Assunção Gomes Cravid, ministre de la Justice, des Affaires parlementaires et des Droits des femmes